# (498) Tokio
(498) Tokio es un asteroide perteneciente al cinturón de asteroides descubierto el 2 de diciembre de 1902 por Auguste Honoré Charlois desde el observatorio de Niza, Francia.
Está nombrado por Tokio, capital del Japón.